# Tom Petty
Thomas Earl Petty, detto Tom (Gainesville, 20 ottobre 1950 – Santa Monica, 2 ottobre 2017), è stato un cantautore, musicista, produttore discografico e attore statunitense, noto per essere stato il frontman dei gruppi Mudcrutch e Tom Petty and the Heartbreakers, nonché membro fondatore del supergruppo Traveling Wilburys.

## Biografia
Thomas Earl Petty è nato a Gainesville, in Florida, e non aveva nessuna aspirazione musicale finché Elvis Presley non visitò la sua città natale. Dopo aver fatto parte di alcune band come The Sundowners, The Epics, e Mudcrutch (di cui facevano parte i futuri membri degli Heartbreakers Mike Campbell e Benmont Tench) inizia la sua carriera discografica come Tom Petty & the Heartbreakers, quando la band irrompe nella scena musicale nel 1976 con l'album omonimo di debutto. La canzone Breakdown, pubblicata come singolo, entra nella Top 40 nel 1977.
Il secondo album You're Gonna Get It! uscito nel 1978 conferma le buone musicalità dell'album di debutto, ma i singoli tratti da questo album (Listen To Her Heart e I Need To Know) non ripetono il successo di Breakdown. Petty stesso racconta che in quel periodo erano considerati troppo hard per gli amanti del mainstream e troppo soft per i punk.
Nel periodo successivo la sua casa discografica fallisce, scatenando l'apertura di una causa giudiziaria con la nuova per la proprietà dei diritti d'autore delle sue canzoni. Petty finanzierà le spese della causa con un nuovo tour chiamato appunto Lawsuite Tour. In questo stato precario nasce il suo album di maggior successo, Damn the Torpedoes, che raggiunge negli USA il triplo platino. L'album successivo, Hard Promises, ottiene un buon giudizio di critica, ma un minor successo di pubblico, risultando tuttavia un buon lavoro.
Sul suo quinto album Long After Dark (1982), il bassista Ron Blair è sostituito da Howie Epstein, che completa la line-up degli Heartbreakers. Petty in quel periodo ha problemi di stress dovuto al successo e si prende un periodo di pausa dalle scene.
Con il suo album del ritorno Southern Accents (1985) Tom Petty & The Heartbreakers ricominciano lì da dove avevano interrotto. Secondo il progetto iniziale il disco doveva essere doppio, avendo una parte più acustica dedicata alla riscoperta del sud degli Stati Uniti e una parte più sperimentale alla quale collabora Dave Stewart. Durante le registrazioni si verificano problemi e Petty, a causa della frustrazione, si frattura la mano sinistra tirando un pugno contro il muro. Per questo incidente l'artista non potrà suonare la chitarra per circa otto mesi e questo farà tramontare del tutto l'idea dell'album doppio. Il singolo tratto dall'album è Don't Come Around Here No More prodotto da Dave Stewart, il video della canzone vede Tom vestito come il Cappellaio Matto dal libro Alice nel Paese delle Meraviglie. Sempre nel 1985, il suo gruppo prende parte al noto concerto rock "Live Aid" a Philadelphia.

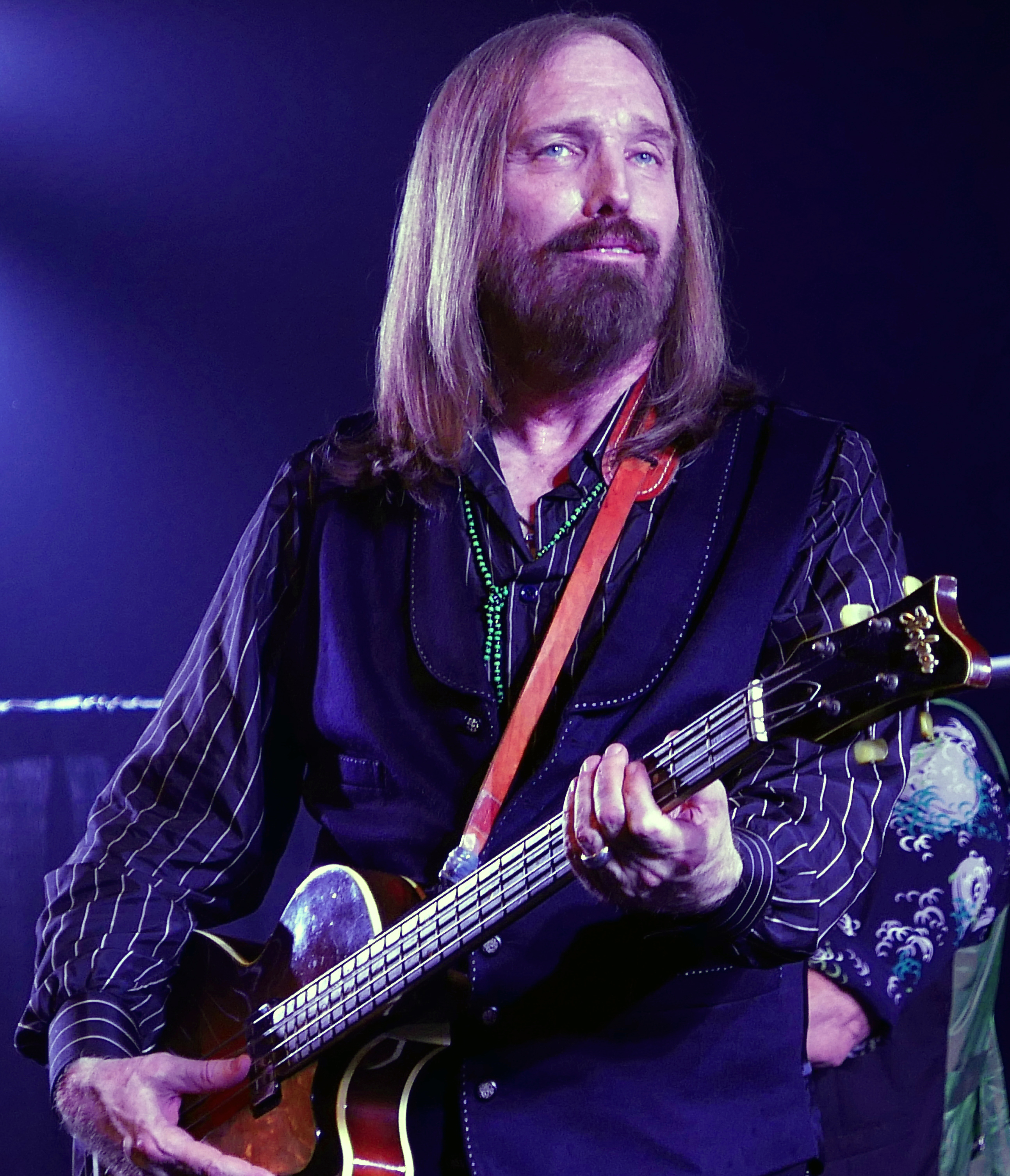
Tom Petty nel 2016

Il tour è un successo, e verrà documentato sull'album Pack Up The Plantation: Live! (1986). Le capacità live della band vengono ulteriormente confermate quando Bob Dylan invita Tom Petty & the Heartbreakers a unirsi a lui durante il True Confessions Tour attraverso USA, Australia, Giappone nel (1986) ed Europa nel (1987).
Durante il 1987, il gruppo incide anche l'album Let Me Up (I've Had Enough), un album in studio che presenta sonorità assimilabili a quelle di un album dal vivo, registrato utilizzando tecniche prese in prestito da Bob Dylan. L'album include Jammin' Me, che Petty scrive con Dylan.
Prima di Full Moon Fever, Lynne e Petty lavorano insieme nella all-stars band Traveling Wilburys, nella quale sono presenti anche Bob Dylan, George Harrison e Roy Orbison. I Traveling Wilburys nascono per gioco per registrare il lato B di un singolo di George Harrison, ma Handle with Care, la canzone che ne viene fuori, è considerata troppo valida per essere relegata sul lato B di un singolo e infatti ha un tale successo che i membri decidono di registrare un intero album. Traveling Wilburys Vol. 1 esce nel 1988 ma pochi mesi dopo la morte improvvisa di Roy Orbison fa calare un'ombra sul successo dell'album, visto anche che Del Shannon, con il quale il gruppo avrebbe intenzione di sostituirlo, si suicida. Nonostante ciò un secondo album, curiosamente chiamato Traveling Wilburys Vol. 3 segue nel 1990.
Nel 1989, Petty registra Full Moon Fever, solo nominalmente un progetto solista, infatti altri membri degli Heartbreakers e altri musicisti famosi partecipano alla produzione. Mike Campbell co-produce l'album con Petty e Jeff Lynne. Il disco raggiunge la Top Ten della rivista Billboard e vi rimane per più di 34 settimane, raggiungendo il triplo disco di platino, insieme ai singoli I Won't Back Down, Free Fallin' e Runnin' Down A Dream.
Petty si riunisce con gli Heartbreakers per l'album successivo, Into the Great Wide Open nel 1991. È prodotto di nuovo da Jeff Lynne e include i singoli Learning to Fly e la title track Into the Great Wide Open, che vede gli attori Johnny Depp, Gabrielle Anwar e Faye Dunaway nel video.
Nel 1994, Petty registra il suo secondo album solista, Wildflowers prodotto da Rick Rubin, che include i singoli You Don't Know How It Feels, You Wreck Me, It's Good to Be King, A Higher Place e Honey Bee. Petty considera questo uno dei suoi album più riusciti, parere condiviso anche dalla critica.
Due anni dopo 1996 realizza la colonna sonora del film Il senso dell'amore del regista Edward Burns. Nominato direttore artistico del progetto, non riesce però a trovare nessun altro musicista disposto a fornirgli brani validi e decide quindi di usare insieme alle canzoni nuove composte per l'occasione, anche brani non usati nel disco precedente.
Dovranno passare ancora tre anni, periodo travagliato del divorzio dalla prima moglie, prima che esca il successivo album in studio Echo, con cui Petty ottiene un buon successo soprattutto negli USA. Nonostante in questo periodo conosca Dana, quella che diventerà la sua seconda moglie, l'album ha testi molto tristi e sofferti.
Nel 2000 esce un'altra antologia in doppio CD, e nel 2002 The Last DJ, in cui parte dei testi esprimono una critica all'industria discografica, che a suo parere schiaccia la vera arte per cercare solo l'utile economico. La critica musicale non è tenera e giudica l'album il peggiore in assoluto della sua carriera, giudizio senz'altro severo visto che il disco benché sia distante dai picchi della sua produzione, resta un disco ascoltabile con qualche pezzo discreto. L'artista stesso si stupirà di come tutte le critiche siano rivolte ai testi senza nessun accenno alla qualità delle canzoni.

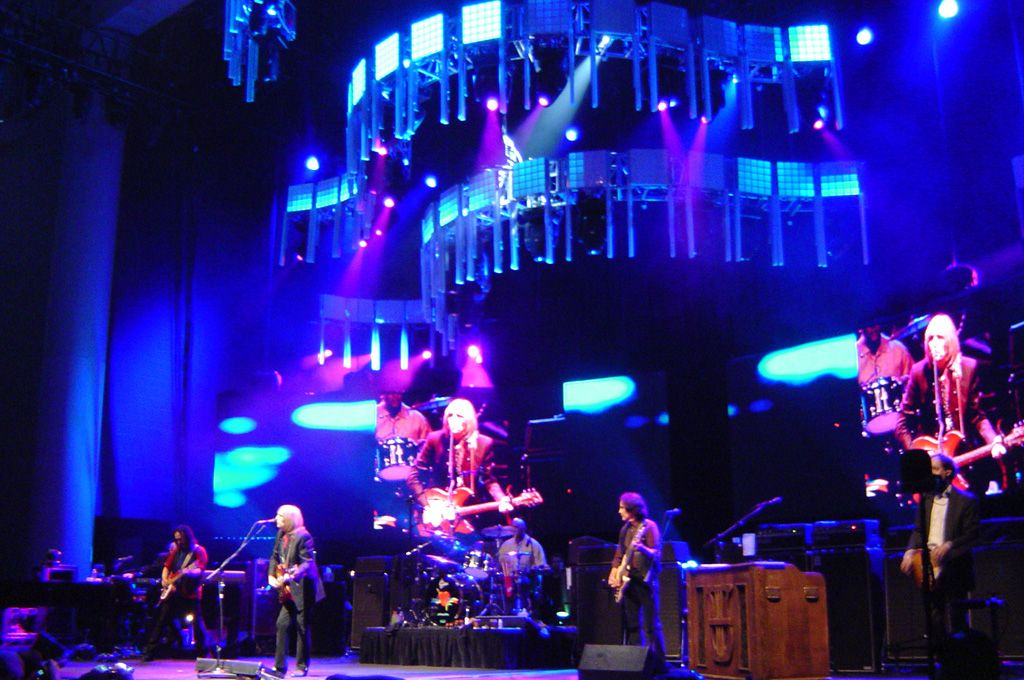
Tom Petty and the Heartbreakers in concerto nel 2006

Il 24 luglio 2006 è uscito Highway Companion, nuovo album solista dell'artista, realizzato nuovamente con Jeff Lynne e il fido Mike Campbell. L'album prodotto come l'album solista Wildflower del 1994 da Rick Rubin, è il primo inciso per la American Recordings, etichetta del produttore stesso, che fa parte della Warner con la quale Tom Petty incide da più di dieci anni. Si tratta di un album certamente migliore da un punto di vista musicale rispetto al precedente anche se certi capolavori sembrano oramai irripetibili.
Nella primavera del 2008 Tom Petty riunisce la sua prima band, i Mudcrutch, con cui non aveva mai inciso alcun disco e pubblica l'album Mudcrutch, che stilisticamente non si discosta troppo dalle sue recenti produzioni.
Nel giugno 2010 Petty pubblica, nuovamente con gli Heartbrakers, l'album Mojo, seguito nel luglio 2014 da Hypnotic Eye.
Tom Petty muore il 2 ottobre 2017 nella sua casa a Santa Monica all'età di 66 anni a seguito di un arresto cardiaco causato da un'overdose accidentale di farmaci.
L'11 luglio 2018 viene annunciata, tramite il sito web ufficiale di Petty, la pubblicazione di un nuovo box set intitolato An American Treasure. La raccolta, che uscirà il 28 settembre 2018, contiene 60 tracce selezionate personalmente dalla figlia di Petty Adria, e dalla moglie Dana, insieme agli Heartbreakers Mike Campbell e Benmont Tench. L'opera vuole ripercorrere l'intera carriera dell'artista attraverso una collezione di materiali d'archivio che includono registrazioni di performance live, versioni alternative dei maggiori successi di Petty e nuovi brani ancora inediti. Lo stesso giorno, per anticipare l'uscita del nuovo album, viene pubblicato il singolo Keep A Little Soul, risalente alle sessioni dell'album Long After Dark e mai rilasciato in precedenza. Il videoclip del brano mostra immagini d'archivio inedite che ripercorrono la vita e la carriera di Tom Petty. Altri singoli pubblicati postumi nel 2018 sono una nuova versione di You and Me, Gainesville e una nuova versione di The Best of Everything: quest'ultimo singolo anticipa l'omonima raccolta.

## Rapporto con l'industria musicale
Nel corso della sua carriera, Petty si è scontrato in più occasioni con il mondo dell'industria musicale e delle etichette discografiche.
La prima nel 1979, quando la ABC Records, distributore della Shelter Records con la quale gli Heartbreakers erano sotto contratto, viene venduta alla MCA Records. Petty rifiuta di essere trasferito sotto un'altra etichetta discografica e, attenendosi ai suoi principi, cerca di sciogliere il contratto, arrivando anche a dichiarare bancarotta per superare la disputa legale contro la MCA. Nel 1981, è invece il prezzo del disco "Hard Promises", in procinto di pubblicazione, a creare attriti tra Petty e la sua casa discografica. La MCA intendeva infatti pubblicare il disco a 9,98$, cifra considerata all'epoca elevata per un lavoro discografico.
L'opposizione di Petty e degli Heartbreakers, che minacciarono anche di non pubblicare l'album, convinse alla fine la MCA a rilasciare il disco al più comune prezzo di listino di 8,98 $.
Infine, nell'album "The Last DJ" del 2002 Petty espone attraverso alcuni pezzi il suo personale punto di vista sul declino del mondo della musica e del rock & roll in particolare, sottolineando come la corsa al profitto da parte delle case discografiche stia oscurando la qualità della musica.
Il 5 dicembre 2023, Rockstar Games ha utilizzato la sua canzone Love Is A Long Road come sottofondo musicale per il primo trailer ufficiale del videogioco Grand Theft Auto VI, la cui uscita è prevista per il 2025.

## Vita privata
Si sposò per la prima volta nel 1974. La coppia ebbe due figlie e divorziò nel 1996. Nel 2001 contrasse un nuovo matrimonio, che fu officiato da Little Richard. Quest'ultimo matrimonio terminò con la morte del musicista.

## Discografia

### Solista
| Anno | Album             | Posizione massima | Posizione massima |
| Anno | Album             | USA               | UK                |
| ---- | ----------------- | ----------------- | ----------------- |
| 1989 | Full Moon Fever   | 3                 | 8                 |
| 1994 | Wildflowers       | 8                 | 36                |
| 2006 | Highway Companion | 4                 | 56                |

### Con i Traveling Wilburys
| Anno | Album                             | Posizione massima | Posizione massima |
| Anno | Album                             | USA               | UK                |
| ---- | --------------------------------- | ----------------- | ----------------- |
| 1988 | Traveling Wilburys Vol. 1         |                   |                   |
| 1990 | Traveling Wilburys Vol. 3         |                   |                   |
| 2007 | The Traveling Wilburys Collection |                   |                   |

### Con i Mudcrutch
| Anno | Album       | Posizione massima | Posizione massima |
| Anno | Album       | USA               | UK                |
| ---- | ----------- | ----------------- | ----------------- |
| 2008 | Mudcrutch   |                   |                   |
| 2016 | Mudcrutch 2 |                   |                   |

## Filmografia

### Attore
- FM, regia di John A. Alonzo (1978)
- Accadde in paradiso (Made in Heaven), regia di Alan Rudolph (1987)
- L'uomo del giorno dopo (The Postman), regia di Kevin Costner (1997)
- Tom Petty and the Heartbreakers: Runnin' Down a Dream, regia di Peter Bogdanovich (2007)

### Doppiatore
- King of the Hill – serie TV animata, 28 episodi (2004-2009)
- I Simpson - serie TV animata, episodio 14x02 (2002)